# Kieth O’dor

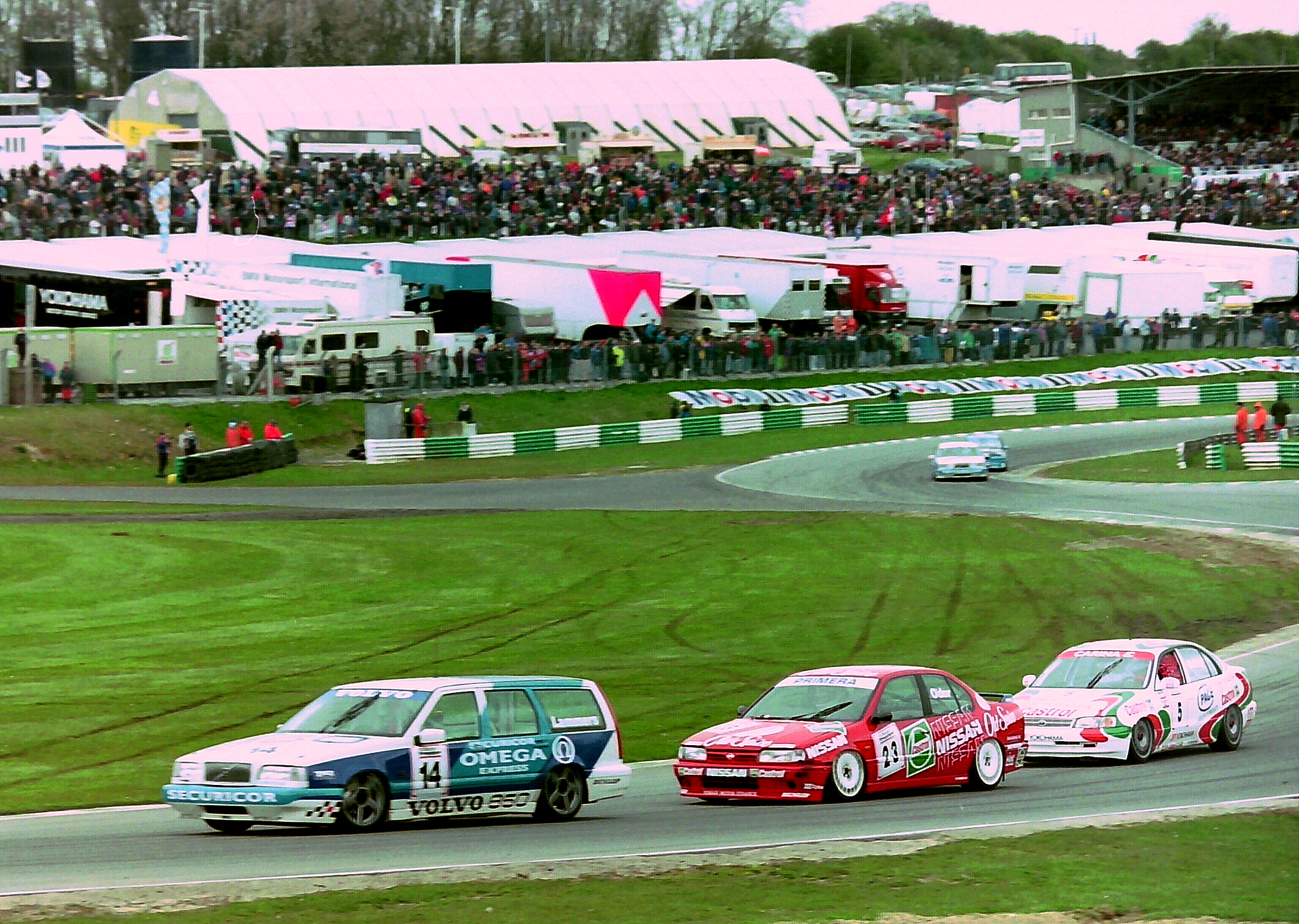
Kieth O’dor im roten Nissan Primera, bei einem Rennen zur British Touring Car Championship 1994 in Brands Hatch

Kieth O’dor (* 5. April 1962 in Salisbury; † 11. September 1995 in Berlin), auch Odor oder Ódor, war ein britischer Rennfahrer.

## Leben und Unfall
O’dor war ungarischer Abstammung und sein korrekter Familienname Ódor. Sein Vater, János Ódor (besser bekannt als Jan Odor, Gründer/Besitzer des Janspeed Racing Teams), emigrierte nach dem Ungarischen Volksaufstand und dem Einmarsch der Roten Armee in Ungarn Ende 1956 nach Großbritannien.
Er verunglückte am 10. September 1995 bei einem Rennen zum Super Tourenwagen Cup auf der Berliner AVUS (heute Autobahn A 115) und starb in der folgenden Nacht im Krankenhaus Steglitz-Zehlendorf an einer Gehirnblutung. Bei dem Unfall geriet er mit seinem Nissan Primera aus ungeklärter Ursache ins Schleudern, schlug links gegen die Begrenzungsmauer und prallte von dort aus in die Fahrbahnmitte zurück. Einige Fahrer konnten noch ausweichen, nicht jedoch Frank Biela, der frontal in die rechte, die Fahrerseite, des bereits stehenden Fahrzeugs von O’dor prallte.

## Statistik

### Karrierestationen
- 1987: British Production Saloon Car Championship – 2000cc Class Champion (Peugeot 205).
- 1989: British Production Saloon Champion (Ford Sierra RS Cosworth).
- 1990: British Group N Saloon Champion (Nissan Skyline GT-R).
- 1991: British Touring Car Championship (Nissan Primera eZX).
- 1992: British Touring Car Championship – Platz 12 (Nissan Primera eGT).
- 1993: British Touring Car Championship – Platz 6, Sieg in Silverstone im Rahmenprogramm des F1-GP (Nissan Primera eGT).
- 1994: British Touring Car Championship – Platz 15 (Nissan Primera eGT).
- 1995: Deutscher STW-Cup – Platz 10, Sieg im Sprintrennen auf der AVUS in Berlin (Nissan Primera eGT), dort später tödlich verunglückt.